# Fred Funk
Frederick „Fred“ Funk (* 4. Juni 1956 in Takoma Park, Maryland) ist ein US-amerikanischer Profigolfer der PGA TOUR. Er zählt zu den absoluten Publikumslieblingen auf der großen nordamerikanischen Turnierserie.
Funk machte seinen Abschluss an der University of Maryland, wurde 1981 Berufsgolfer und arbeitete bis 1988 als Golflehrer, bevor er sich 1989 dem Turniergeschehen auf der PGA TOUR zuwandte.
Es gelangen ihm bislang acht Siege, darunter die höchstdotierte Players Championship 2005, die Funk als ältesten Gewinner in ihrer Geschichte ausweist. In der Karriere-Geldrangliste steht er auf Platz 20, in der Golfweltrangliste war er längere Zeit um die Top 50 zu finden.
Funk spielte zweimal im Team USA beim Presidents Cup und einmal im Ryder Cup.
Seit Juni 2006 ist er als Senior auf der Champions Tour teilnahmeberechtigt und verzeichnete dort im Oktober, bei seinem dritten Antreten, den ersten Sieg. Funk hat aber bekannt gegeben, dass er weiterhin hauptsächlich auf der PGA Tour spielen werde.
Seine Abschläge gehören zu den kürzeren auf der Tour, in puncto Genauigkeit führt Funk aber fast immer die Statistiken (driving accuracy) an.

## PGA Tour Siege
- 1992 (1) Shell Houston Open
- 1995 (2) Ideon Classic at Pleasant Valley, Buick Challenge
- 1996 (1) B.C. Open
- 1998 (1) Deposit Guaranty Golf Classic
- 2004 (1) Southern Farm Bureau Classic
- 2005 (1) Players Championship
- 2007 (1) Mayakoba Classic at Riviera Maya

## Champions Tour Siege
- 2006 AT&T Championship
- 2007 Turtle Bay Championship
- 2008 MasterCard Championship at Hualalai, JELD-WEN Tradition
- 2009 U.S. Senior Open
- 2010 JELD-WEN Tradition

Senior Majors sind fett gedruckt.

## Andere Turniersiege
- 1983 Maryland Open
- 1984 Foot-Joy PGA Assistant Professional Championship
- 1987 Maryland Open
- 1993 Mexican Open
- 2005 Merrill Lynch Skins Game (inoffizielles Event der PGA Tour), CVS Charity Classic (mit Chris DiMarco)
- 2009 Wendy’s 3 Tour Challenge (mit Jay Haas und Nick Price)

## Teilnahme an Teambewerben
- Ryder Cup: 2004
- Presidents Cup: 2003 (remis), 2005 (Sieger)